# 7622 Pergolesi
A 7622 Pergolesi (ideiglenes jelöléssel 6624 P-L) a Naprendszer kisbolygóövében található aszteroida. Cornelis Johannes van Houten,  Ingrid van Houten-Groeneveld és Tom Gehrels fedezte fel 1960. szeptember 24-én.